# ♎
♎ (Unicode U+264E) est le symbole pour la constellation du zodiaque de la Balance.

## Histoire et Mythologie
Comme le nom des étoiles principales de cette constellation l'atteste, la Balance était à l'origine (chez les Grecs en particulier) soit considérée comme les pinces de la constellation du Scorpion, soit considérée comme la balance où Zeus plaça le sort des Grecs et des Troyens pendant la guerre de Troie, soit considérée comme étant la balance d'Astrée (ou Thémis) lorsque cette dernière quitta la terre pour devenir la constellation de la Vierge.
En alchimie, ce symbole désigne le procédé de séparation par sublimation, le passage de l'état solide à gazeux. Il y est parfois aussi associé au calomel qui se sublime facilement. En Unicode, il existe également le caractère 🝞 (1F75E) spécifique à l’opération alchimique ainsi que le caractère 🜐 (1F710) pour le mercure sublimé.

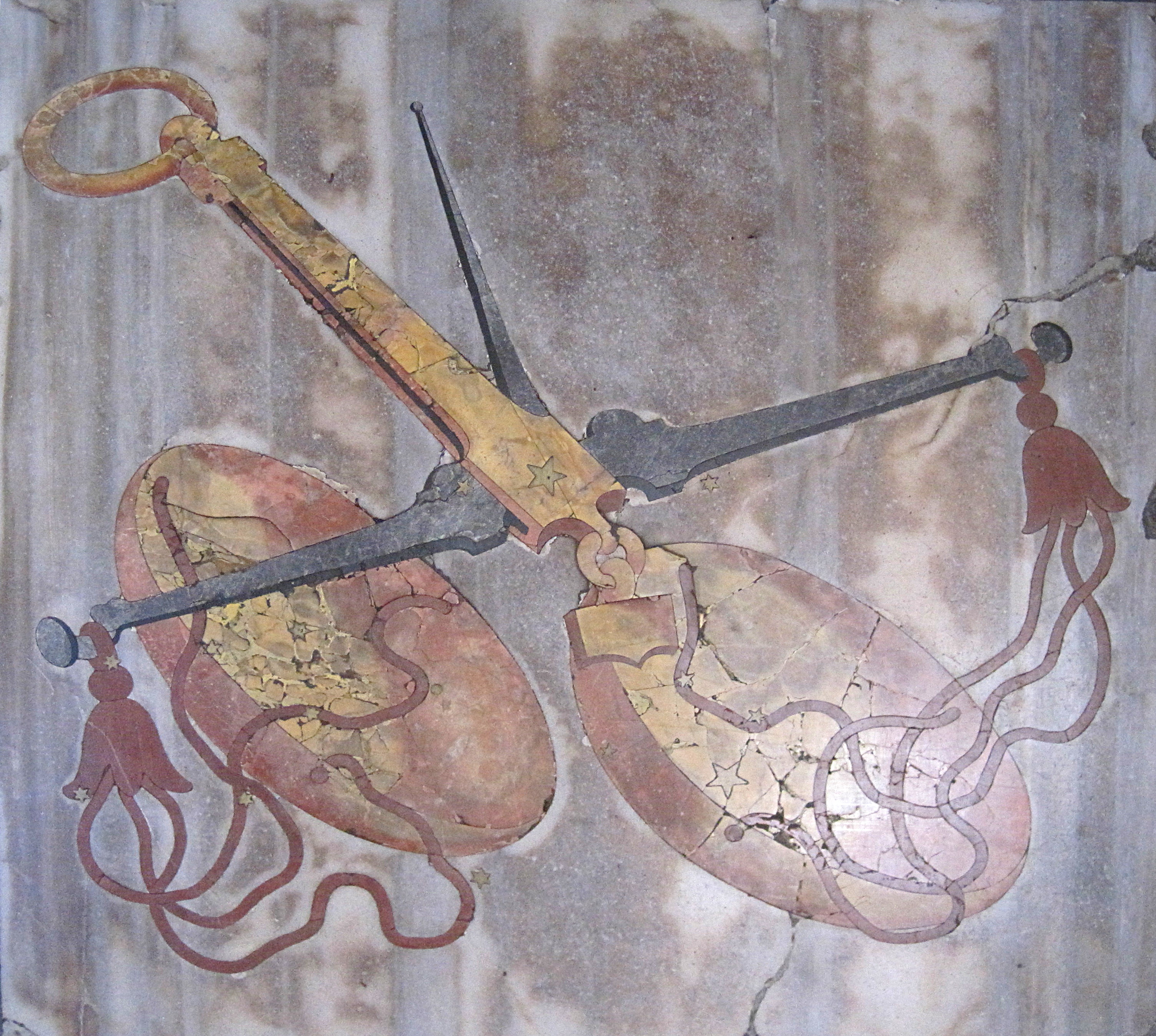
Signe zodiacal de la Balance ornant la méridienne de la Basilique Ste-Marie-des-Anges-et-des-Martyrs à Rome.